# それから
『それから』は、夏目漱石の小説。1909年6月27日より10月14日まで、東京朝日新聞・大阪朝日新聞に連載。翌年1月に春陽堂より刊行。『三四郎』（1908年）・『それから』（1909年）・『門』（1910年）によって前期三部作をなす。
定職に就かず、毎月1回、本家にもらいに行く金で裕福な生活を送る長井代助が、友人平岡常次郎の妻である三千代とともに生きる決意をするまでを描く。
作中世界は1909年であり、東京高等商業紛争、『それから』の連載に先立つ『煤煙』の連載、日糖事件などの作品外の事象への言及がある。
1985年に森田芳光監督、松田優作主演で映画化されている。
2017年にCLIEにより、平野良主演で舞台化。

## あらすじ
主人公の長井 代助は一軒家を構えて書生の門野を置き、父親の援助で悠々自適の日々を送る気楽な次男坊で30歳になろうかという男。生家は事業で財を成し、代助は卒業後も職を得ようとはせず世間とは距離を置いていた。そうした態度を父・得に咎められ、佐川という財閥の令嬢との婚儀を勧められるが、代助にはその気がなく生活態度も一向に改めようとはしない。そして、代助を「代さん」と呼び憎からず思う兄嫁・梅子の愛情に甘えていた。
対照的に代助の同窓生で親友の平岡は大学卒業後は銀行に就職し上方の支店勤務となる。そんなとき、代助の同窓生で平岡とは共通の知人だった菅沼が大学卒業を目前にして母親と共にチフスにかかって亡くなり、後には北海道で困窮する父親と妹の三千代だけが残された。三千代を深く愛しながらも、拠る術のない三千代の前途を心配した代助は銀行勤めの平岡と娶せて二人を夫婦にしたのだった。だが、三千代は子供の死を契機に体調を崩し、歩行もままならないほどの身となる。
その後、部下による公金500円（現在の価値で150万円ほど）の使い込みが支店長に及ぶのを避けるため平岡は辞職を余儀なくされ、放蕩の後に三千代と共に上京し、代助に就職斡旋を依頼する。三千代の前途を思って自分が身を引き、真面目な平岡に委ねることで三千代の幸せを信じていた代助だったが儚くも裏切られる結果となってしまった。真意を家族にも明かさず、自らを戒めるように独り身を貫く代助の心には三千代を「すてた」ことで自ら彼女の復讐と怨嗟を受け入れるという悲壮な覚悟があった。そんな一方で、三千代の身を案ずる代助は平岡の不在時に家を訪ねては沈みがちな三千代の心を慰めていた。ようやく平岡は新聞社に就職が決まった。
そんなある日、三千代が足を引き摺りながら代助の自宅を訪ねる。就職は出来たが三千代の入院費や治療費もあって平岡は高利貸しに多額の借金をしていた。三千代は代助に500円の借金を頼みに来たのだった。三千代に頭を下げられた代助は自分がそれまで金には不自由しない身だと信じていたが、愛する女性が恥を忍んで頭を下げるのにすぐに用立ててやれないその実金に不自由な自身を自覚する。借金を請け負った代助は兄の誠吾を当たるが全く相手にされず、梅子に頭を下げて200円を用立てる。それからしばらくの後、芸者遊びも控えていた代助が久しぶりに料亭に顔を出すと平岡とばったり出くわしてしまう。平岡は三千代が密かに金策に頭を下げているとも知らず、家計を顧みることなく芸者遊びにうつつを抜かして家に帰らぬことも増えていた。家に居ても面白くないと語る平岡に代助は夫の帰宅を待つ身の三千代への想いを募らせ、平岡への怒りを自制する。平岡に三千代を委ねたのは間違いだったという激しい後悔が代助を苛んでいた。
梅子に縁談を断る意向を伝えた代助は「自分には好いた女性がいるのです」と心の内を告白するのだが、そうした冗談で兄嫁をからかったこともあった代助の真意は梅子にも全く理解されない。思い詰めた代助は、三千代を自宅に招き寄せる。「ぼくの存在にはあなたが必要だ。どうしても必要だ。ぼくはそれをあなたに承知してもらいたいのです。承知してください」と愛を告白する。三千代もその実、結婚前から代助を愛していた。だが、愛する代助に「すてられ」結婚を斡旋されたので平岡に嫁いだ。代助の告白は平岡と結婚する前の3年前に聞きたかったと三千代は泣く。だが、代助は経済的に自立しておらず、半人前以下の身で愛する三千代を物理的に助ける術を持たない自らの身を責め、義侠心から平岡に三千代を委ねた事への後悔を責めるのだった。一方、得は年老いて事業からの引退を考えていた。そして、これまで代助の好きにさせていたのは引退して身代を誠吾に譲るにあたって代助の政略結婚で事業の安泰を図るためだった。そんな得の態度や老衰を理解しながらも三千代への告白を重い責任だと考える代助は佐川の娘との縁談を断り、得は代助の生活費援助をやめると宣告する。だが、得、誠吾、梅子は代助が破談を申し入れたことも深刻なものだとは受け止めておらず、梅子からは手紙と共に小切手が届いていた。
その一方、代助と三千代は密会を重ねていた。自分はどうしてもどうなってもいいからという三千代に「漂泊」という単語が代助の脳裏をよぎり、「就職」と真剣に対峙しなければならないと思い詰めていた。また、平岡に事と次第を伝える必要がある。代助は平岡に宛て手紙をしたためるが返事が一向に来ない。門野を使いにやると三千代が卒倒したとのことだった。三千代は病床で、謝らなくてはならないことがあるので、代助のもとに行ってくれと平岡に告げる。訪ねてきた平岡に対して代助は三千代を譲ってくれるよう頭を下げて頼み込む。平岡も三千代を譲ることを了承するが病身で渡したのでは自分の義理が立たないから、せめて回復してからにしてくれと告げる。そして、二人は互いに絶交するのだった。
更に平岡は三千代と代助の関係や事そこに到った経緯を得に手紙で知らせていた。他人の妻に入れあげて婚姻を断り、挙げ句に夫から事実を伝えられた得の怒りは激しく、代助は勘当を言い渡される。更に誠吾からも他人の妻に入れ込むほど女に苦労していない身だというのにどうしてこんな馬鹿げたことをしたと詰られ、兄夫婦からの絶縁をも言い渡される。こうして代助は恵まれた生活や家族を捨て、愛する三千代を選んだ。そして、世間と対峙することを決意する。じりじりとした夏の日差しが照りつける中、代助は職業をさがして来ると言って、町に飛び出すのだった。

## 主な登場人物
長井 代助（ながい だいすけ）
主人公。裕福な家の次男。東京帝国大学卒。無職のまま実家に頼って、読書や演奏会に行くなどして気ままな生活を送る。高等遊民と称される有閑知識人。数え年で30歳（第三章）。身長は「五尺何寸」（約 1.51 m あまり。第八章）。自分の肉体を自慢に思っていて、大病の経験は無い（第十一章）。口ひげを生やしている。母はすでに亡い。喫煙者。酒に強く、二日酔いにはならない（第十一章）。住まいには専用水道の設備がある（第一章）が、電話はまだない。ピアノを弾く。洋書を読む。象牙製のペーパーナイフを使う（第十章）。神経質で敏感な性格。
平岡 常次郎（ひらおか つねじろう）
長井代助とは中学校時代からの友人。銀行に就職し、京阪の支店に転勤していたが、職を失い借金を抱えて東京に戻ってきたところから物語が動き出す。代助は小石川に家を周旋した。物語の後半では新聞社に就職。近眼で眼鏡を装用する。体重は15貫目（約 56.25 kg ）以上か。胸毛がある。酒に強い。
平岡 三千代（ひらおか みちよ）
平岡 常次郎の妻。菅沼の妹。色白で、顔はほっそりとして、眉はくっきりとして、二重まぶたで、金歯がある。「今から四五年前」、高等女学校卒業後（18歳）兄に呼ばれて東京に出たことで、代助・平岡と知り合いとなった。東京では女学校にも通った。母と兄を失った年の秋、平岡と結婚。
菅沼（すがぬま）
平岡 三千代の兄（故人）。代助の大学時代の学友であり、平岡とも親しい付き合いがあった。東京近県の出身で、当初は下宿に暮らしていたが、大学2年目の春に国許から三千代を呼び寄せ、東京谷中の清水町（現在の台東区池之端四丁目付近）に住んでいた。菅沼が卒業する年の春、母とともにチフスにかかり亡くなり、後には妹と、困窮した父（何らかの事情により北海道に移らねばならなかった）が残された。
門野（かどの）
長井 代助の家の書生。兄は郵便局で、弟は銀行で働き、叔父は横浜で運漕業をやっている（第一章）。琵琶歌を歌う（第十一章）。
長井 誠吾（ながい せいご）
長井 代助の兄。学校卒業の後、父の会社に入り、重要な位置に就く。青山の家に、妻子および父と同居。
長井 梅子（ながい うめこ）
長井 代助の兄嫁。長井誠吾の妻。独身である代助を心配して縁談などいろいろと世話を焼く。代助と気安く会話を交わす。西洋音楽が好きで、ピアノを弾く。占いに強い興味を持つ。脊（せい）はすらりとして、肌は浅黒く、眉は濃く、唇は薄い（第三章）。
長井 誠太郎（ながい せいたろう）
長井 誠吾と梅子の長男。数え年で15歳。旧制中学校に進学する。野球（作中の表記ではベースボール）が好き。
長井 縫（ながい ぬい）
長井 誠吾と梅子の長女。長井誠太郎より3歳年下。口癖は「よくってよ、知らないわ」。ヴァイオリンとピアノを弾く。
長井 得（ながい とく）
長井 代助の父。幼名は誠之進で、得は維新後の改名。明治維新のとき戦闘に参加した経験を持つ。公務員をやめ、実業界入りをして、財をなした。旧藩主に書いてもらった掛け軸を大切にしている。若い妾をもつ（第三章）。刻み煙草を吸う（第三章）。中国詩が好きで（第九章）、詩の会にも出席する（第五章）。
長井 代助の姉
氏名不詳。夫は外交官。フランス在住。
長井 直記（ながい なおき）
長井代助の伯父（故人）。長井得の1歳違いの兄で仲もよく、双子と違われるほどよく似ていた。幕末、直記が18歳のとき、郷里の藩において行きがかりから弟とともに乱暴者の武士を殺したことがある。その後、兄弟で家を出奔。直記は3年後（「天下が明治になった」その前の年）に京都で浪士に殺された。
高木（たかぎ）
長井 得の命の恩人（故人）。得の母方の縁戚で、旧藩内では実力者だった。直記・得の兄弟が藩内の武士を殺害し、兄弟とも切腹する習わしであるところを奔走し、命を救った。高木家を継いだ養子に2人の子があり、男は神戸で実業に従事、娘は多額納税者（大地主）の佐川に嫁いだ。
佐川（さがわ）の娘
代助の縁談の相手。得の命の恩人である高木の縁者（養子の孫娘）にあたる。代助は、かねてより彼女の姓と、縁談相手に挙げられた因縁はよく知っているが、名前も人となりも知らない「一種特殊な関係」であった。京都育ち。耳は小さく、眼は鳶色で大きく、丸顔。箏とピアノとヴァイオリンを習った。たいへんおとなしい。
寺尾（てらお）
長井 代助とは同窓の、友人。売れない文学者。ロシア文学に心酔している。

## 映画
それからは、1985年の日本映画。カラー、PANAVISION（1.85:1）、130分。東映製作、映倫番号：111792。『三四郎』から『門』へ続く夏目漱石恋愛三部作のひとつ『それから』初の映画化。古典名作を、現代的感覚で世に問うた文芸映画。東映洋画配給で全国公開された。
文部省選定（青年・成人向）、日本映画ペンクラブ、優秀映画鑑賞会、全国高等学校視聴覚協議会、日本PTA全国協議会、全日本教職員連盟推薦作品。
1985年度の第59回キネマ旬報ベスト・テン日本映画監督賞・第10回報知映画賞監督賞・第9回日本アカデミー賞優秀作品賞、優秀監督賞、最優秀助演男優賞（小林薫）、最優秀撮影賞（前田米造）、最優秀照明賞（矢部一男）、最優秀録音賞（橋本文雄）を受賞。
DVDに収録されている当時の特報によると、当初は元 ジャパン のスティーヴ・ジャンセンとリチャード・バルビエリが音楽を担当する予定であった。

### キャスト（映画）
エンディングクレジット順。
- 長井代助：松田優作
- 平岡三千代：藤谷美和子
- 平岡常次郎：小林薫
- 佐川の令嬢：美保純
- 長井縫：森尾由美
- 寺尾：イッセー尾形
- 門野：羽賀健二
- 小染：川上麻衣子
- 久米香：遠藤京子
- 常次郎の女：泉じゅん
- 長井家の老女中：一の宮あつ子
- 長井得：笠智衆
- 佐川：加藤和夫
- 招待客たち：小林勝彦、佐原健二、水島弘、高野真二
- 髪結いの女：小林トシ江
- 監物房子
- 有栖川淑子
- 中原あさ子
- 蕎麦屋の落語家：佐藤恒治
- 小森勇人
- 竹本和正
- 加茂真人
- 高林幸兵
- 書生：伊藤洋三郎
- 長井梅子：草笛光子
- 菅沼：風間杜夫（友情出演） - 作中では回想シーン・仏壇の遺影でのみ登場[9]。
- 長井誠吾：中村嘉葎雄

### スタッフ（映画）
- 監督：森田芳光
- 企画：サンダンス・カンパニー
- 原作：夏目漱石
- プロデューサー：黒澤満、藤峰貞利
- 脚本：筒井ともみ
- 撮影：前田米造
- 美術：今村力
- 録音：橋本文雄、宮本久幸
- 編集：鈴木晄
- 照明：矢部一男
- 音楽：梅林茂（EX）
- 助監督：原隆仁
  - 助監督（補）：鈴木元、上山勝、杉山泰一
- 音楽プロデューサー：石川光
- 記録：森永恭子
- 撮影効果：落合保雄
- 音響効果：小島良雄
- 装置：本間清三
- 装飾：吉場武雄
- 製作協力：セントラル・アーツ

### 製作
企画はサンダンス・カンパニーの古澤利夫（藤峰貞利）。20世紀FOXの社員でありながら、1969年からの旧知だった角川春樹に請われ、FOXから名前を出さない等の条件の下に承諾を取り付け、1976年の角川春樹事務所立ち上げ時から角川映画の全作品の製作宣伝配給興行部門で角川春樹の黒子役に徹していた。1980年代になって角川春樹自身が監督業に進出、さらに配給業に乗り出したことを不安視し、1985年の『カムイの剣』の劇場編成を最後に角川春樹から了解を得て角川映画から手を引いた。その後、東映社長の岡田茂から年に2本ペースの映画製作に誘われたことから、FOXから許可を取り、同社に籍を置いたまま「サンダンス・カンパニー」を設立した。社名は古澤の一番好きな映画『明日に向って撃て!』の著名なロバート・レッドフォードの役名からだった。こうした事情でここでも表に名前は出せず、企画・製作・プロデューサークレジットは「藤峰貞利」で統一した。その設立を耳にした松田優作から誘いを受けており、さらに森田芳光からも協力を申し出られていたことから、二人と組んで本作を企画した。その後、東映で『野蛮人のように』『紳士同盟』『悲しい色やねん』を企画。以降は東宝と組むことが増え、『快盗ルビイ』『どっちにするの。』『香港パラダイス』『おいしい結婚』『毎日が夏休み』「学校の怪談シリーズ」『愛を乞うひと』『非・バランス』『OUT』『あの空をおぼえてる』などを企画した。
東映は1977年の『人間の証明』以来、角川春樹事務所と長く蜜月関係にあり、配給のほとんどを東映洋画が請け負っていたが、1985年に角川が自主配給の方針を打ち出したため、提携を解消した。洋画系劇場に掛ける作品が減ったことから、岡田茂東映社長が東映洋画に映画製作を指示し、第一回の自主製作として本作が製作された。

#### 作品の選定
本作は夏目漱石原作であるが、ヒントになったのはデヴィッド・リーン監督の『逢びき』で、古澤と松田優作が映画の話をしてた時、優作が大好きなロバート・デ・ニーロが今、ニューヨークで『逢びき』のリメイク『恋におちて』を撮っているという話になり、「あんな映画をやってみたい」と優作が話したことが本作の企画に繋がった。
古澤が「松田・森田の企画」として最初に構想していたのは『さよなら』というタイトルの核シェルターのセールスマンの話で、国会議事堂の下に政治家専用のシェルターがあるというプロットだった。森田の妻・三沢和子がホンを書いたが、ニューヨークで書いたこともあり、古澤から「何10億円かかるんだ！」と蹴られた。ほかにもたくさんの企画が挙がっていたという。
森田監督は「松田優作と僕との企画で決まったわけ。二人で何かやらないか、それだったらお金を出しますよということがそもそもの始まり（松田優作はセントラル・アーツに所属する俳優）。それでニューヨークに行って、僕のオリジナルなんかも考えたんだけど、あんまり出来が良くなくて、何をやろうかと考えて。僕は『それから』というのは40代でやろうと思って温めておいて作品で、それを言ったら優作が『おっすごい、それをやろうと言って決まった」と述べている。プロデューサー陣も賛同したことから製作が決定した。

#### 演出にあたり
また「僕は日本映画のファンですから、監督の人生というか軌跡というか、そういうものを映画ファンとして見ると、監督の人生がピークになるのは、40代だと思うの。40代の一番油が乗りきってしかも感覚がまだ衰えていないかつ人間的にも円熟しているときに、一番バランスのいい状態で文芸作品が撮れるんじゃないかと。『それから』は夏目漱石がいい状態の時に書いてる小説だから負けちゃうと思ったのね。だからまさかこんなに早くやるとは思わなかったけども、大貧民で言えば切り札を先に出し過ぎちゃった気はするけど。しょうがないよね、いつ死ぬか分からないんだから。あと自分の脚本でやるということに限界が見えたのね。他人の脚本が初めてですけど、その方が僕の世界が広がると思ったから。案の錠すごく楽だったね。楽だったけど、また自分の脚本でやってみたいという気にもなった。自分の脚本を信頼していなかったわけよね。自分は脚本家として優秀だと思ってないから、要するに現場で直していかなきゃならない。そういうのはやっぱり徒労なんだよね。そんなことより監督としては、もっと芝居に集中したり、美術・照明・撮影に集中した方が、監督として力を発揮できるんだよね」などと話している。
『週刊平凡』での三浦弘子（旧芸名：牧陽子、三浦友和の姉）との対談では「漱石の作品は全部読んでないです。『坊ちゃん』とか『吾輩は猫である』のようなポピュラーなものは実は読んでないです。僕はあまのじゃくなんでしょうね。誰でも読んでいるものは読みたくなかったんです。大学時代に『それから』『門』『虞美人草』は読みました。いま足りないもの、いま無いものがヒット商品になる時代でしょ。"現代人にはビタミンCが不足している"となると突如、ビタミンCが注目を浴び、みんながビタミンCの錠剤で補給したがるようになるわけです。いつも僕は言っているんですが、いま足りないものや、前はあったけどいま足りないものが新しいんじゃないかと思うんです。その信念で映画を撮っている僕がいま不足しているのは夏目漱石だ、と思ったのは間違いない。明治時代のゆったりとした流れ、優雅な動き、格調ある描写こそがいま新鮮、きっと若い人がなびいてくれるだろうと考えたんです」「代助、三千代、平岡の三角関係を古い形の深い愛をとらえるとヤバイんですよ。これは新しい恋愛ゲームの手引きとして考えてくれればいい...その、愛にジリジリしたものまでもゲームととらえると実に現代風になる。単純に愛に飢えた男女が言葉遊びをやっていると考えれば、こんな現代風な恋愛ゲームはないんじゃないかと思えてくる。そこまで漱石が描こうとしてたかどうかは分かりませんが。僕は、この漱石ロマンの根底にある"純愛"も今だからこそ新しい愛の形だと思うんです。今は情報過多の時代ですから、頭デッカチになって、例え経験しなくてもセッ〇スに飽き飽きした状態になっていくような気がしますね。これからの若者たちはセッ〇スを超えた"純愛"を求める時代になると思いますよ」「お金儲けのための映画作りはしたくない。みんなに次を期待される僕には許されないことだからね。そのとき、そのときの時代と闘っていきます。監督は大きな称賛も受けるけど、大きな恥もかく。楽しんでやれるほどこの商売甘くないですよ。だけど、こんなムダのない商売もない。こうやって取材を受けてても、すべて映画作りの情報になる。寝て夢を見れば、それが幻想シーンに役立つしね。ふしだらなことをしても全部勉強になるんですから（笑）」などと述べた。
『週刊宝石』の取材に対しては「軽薄だったから、映画監督になったのは女の子にモテるんじゃないかって、それが動機。『家族ゲーム』は、受験というキーワードが観客に分かりやすかっただけだと思う。『それから』は純粋にグレードで勝負する。文芸作品は監督人生をゲームに例えるなら、アガリに持ち込むために踏まなきゃならないステップだからね。それに"ひょうきん族"が与えるリアルタイムの面白さは喜劇映画じゃ超えられないよ」などと述べ、ビデオを始め、ニューメディア映像全盛の時代背景から、映画人口の減少など、映画産業の危機が叫ばれて久しかったが、森田は「映画人は遅れている。俺は、言葉・行動・作品で映画界を刺激する"ユンケル黄帝液"でありたい」などと当時の流行りものに例えて、自ら"台風の目"宣言を行った。

#### 脚色・スタッフ
脚本（脚色）は松田からの推薦で筒井ともみが抜擢された。筒井を始め、音楽・梅林茂、美術・今村力、録音・橋本文雄など、森田組を語る上で欠かせないスタッフとの出会いの1本となった。この結集はセントラルアーツの黒澤満によるもの。

#### キャスティング
森田監督の松田優作評は「彼は日本映画の範疇を越えていましたね。ロバート・デ・ニーロやジャック・ニコルソンが演じる役をやってもおかしくない。世界的な役者になってしまったんじゃないですか。今後、彼を使うには、どの監督もてこずると思いますよ」などと評した。
三千代役の藤谷美和子は、森田が小説を読んだときからイメージしたキャスティング。それで藤谷をいかに綺麗に撮るか腐心した。

#### 撮影
登場人物のエモーショナルな感情を抑制したタッチで描いた。森田は漱石の原作を大事にし、とりわけ台詞を現代風には置きかえず、そのまま使用している。森田は「僕は漱石をやりたかったんで、『それから』は換骨奪胎するような小説じゃない。あの言葉の調子が心理描写で、あの時代がまさしく人間の環境であるし、今に置きかえるのも無理だと思った。どうこの古い作品に取り組むかによって、それは当然新しいものが投射されるわけだから、それを期待しましたね。古いことに対し、忠実であればあるほど新しくなるという僕の仮説で恐かったけどね。古いものを忠実にやって果たして自分が出るのかと。それはチャレンジでした」などと述べている。
森田は、その人の意識を容易に説明する回想シーンが好きでなく、意図的に避けてきたが、本作ではどうしても必要で取り入れた。実験的にアルバムをめくるような回想シーンにするため、『ライブイン茅ヶ崎』で取り入れた、役者の動きを止め、カメラスピードを約3倍にして撮影する「スロウニュアンス」という技術を取り入れている。
森田は、松田優作に「森田の目は怖すぎるから眼鏡を掛けてくれ」と言われて本作から大きなサングラスを掛けるようになった。自身も目付きが悪いことは認識していたし、ベテラン俳優に演出をするとき恐いし、掛けてみるとNGが多い笠智衆とかにもNGを出しやすかったという。日本映画の重鎮として敬愛する笠への何10回と重ねたNGは、今回の撮影で一番怖い対決だったという。撮影途中に森田が急にデカいサングラスを掛け始めたため、スタッフも驚き、クランクアップの記念撮影では、スタッフ全員がデカいサングラスを掛けるシャレを行った。森田は自主映画出身の旗手になった人だが、その後にっかつで鍛えられ、東映、東宝、最後は『武士の家計簿』で松竹と、邦画御三家の撮影所でも偉そうにしないことから、どこの撮影所に行ってもスタッフに慕われた。
クライマックスで、代助（松田優作）が三千代（藤谷美和子）に愛を告白するシーンは9分半の長回し。

### 作品の評価

#### 興行成績
全国東映洋画系劇場77館で公開され、ローカルで伸びなかったが、配収3.5億円。国内外の多くの映画賞を受賞し、森田芳光監督の名前を一気に高めた。岡田東映社長は「大方が大損すると見てたがまあ何だかんだで怪我せずに済んだ。興行的には危険極まりない映画の一つだが（二次使用を含めて）そこそこモトを取れる段階に持ち込んだわね」などと評している。

#### 批評家評
- 水野晴郎は「ひそかに心で愛した人を友に譲った男。5年ぶりの再会で友は荒み、その妻は哀しみをたたえた〈女〉に変貌していた。『海燕ジョーの奇跡』などと比べると藤谷美和子は別人が如き〈女〉への脱皮だ。ソフトなカラー・トーンで表面やさしく美しく綴る純愛の画は、実はどろどろの愛欲図絵。この二重構造が何とも面白い。白い障子に赤い影が映るなんてのは映画の粋を知り尽くした森田芳光監督絢爛映像話法。あの美しさはドキリとする人間内面の血の騒めきを直感させる。漱石、今蘇るなどという生易しいものではない。明治文学の華、展いて凄絶なる美味麻酔の果実を稔らせた。こわい傑作である。今年度ベストテン上位確実」などと評した[21]。

#### 森田自身による作品評
- 森田芳光は本作の12年後、『失楽園』公開時の白井佳夫との対談で「『それから』を撮った時、パンテオンとかセントラルとかミラノ座(のような大劇場)で満員になって、日本映画の文芸映画でこれだけ新しいセンスでやれて、しかも多くの客を集めた。自分はもう新しいメジャーというか、新主流派になれると、その時も思ってたんですよ。それが結局はダメでしたからね。そういう苦渋を嘗めてますから、そういう風に作品を撮ったとしても、なかなかうまくいかないのは何なのかなということは考えますけどね」と述べていた[22]。

#### 受賞歴
- 第59回キネマ旬報ベスト・テン第1位、読者選出日本映画ベスト・テン第2位
  - 日本映画監督賞（森田芳光）
  - 脚本賞（筒井ともみ）
  - 助演男優賞（小林薫）
- 第40回毎日映画コンクール
  - 撮影賞 前田米造（『CHECKERS IN TAN TAN たぬき』などと合わせて）
  - 美術賞 今村力（『夜叉』などと合わせて）
  - 音楽賞 梅林茂（友よ、静かに瞑れ』と合わせて）
  - 録音賞 橋本文雄（『恋文』などと合わせて）
- 第10回報知映画賞
  - 作品賞
  - 監督賞（森田芳光）
- 第9回日本アカデミー賞[23]
  - 最優秀助演男優賞（小林薫、『恋文』と合わせて）
  - 最優秀撮影賞（前田米造、『CHECKERS IN TAN TAN たぬき』と合わせて）
  - 最優秀照明賞（矢部一男、『CHECKERS IN TAN TAN たぬき』と合わせて））
  - 最優秀録音賞（橋本文雄、『刺青 IREZUMI』などと合わせて）

### ビデオ発売
公開4ヵ月後の1986年3月に東映ビデオからビデオが発売された。

### ネット配信
東映シアターオンライン（YouTube）：2023年12月7日 - 同年同月17日

## 舞台
文劇喫茶シリーズ「それから」
- 2017年5月3日（水・祝） - 5月14日（日） 俳優座劇場

### キャスト（舞台）
- 長井代助：平野良
- 平岡三千代：帆風成海
- 平岡常次郎：今立進（エレキコミック）
- ゲスト出演
寿里、水石亜飛夢、藤原祐規、碕理人、松本寛也、加藤良輔、佐藤貴史、宮下雄也、米原幸佑

### スタッフ（舞台）
- 演出：山田佳奈（ロ字ック）
- 脚本：田中洋子
- 企画・製作：CLIE

## 漫画
- 夏目漱石作品集・弐「それから」（佐々木亮、集英社ヤングジャンプコミックス)
タイトルは「それから」だが「虞美人草」も収録。作者急逝により、本作品をもってシリーズは完結。壱に収録の「こゝろ」「三四郎」と併せ4作品が漫画化された。